# آنتونیو پونز
آنتونیو پونز کمپوزانو (به اسپانیایی: Antonio Pons Campuzano) (زادهٔ ۱۰ نوامبر ۱۸۹۷ – درگذشتهٔ ۱۲ ژانویه ۱۹۸۰) یک سیاستمدار اهل اکوادور بود. وی از ۲۰ اوت ۱۹۳۵ تا ۲۶ سپتامبر ۱۹۳۵ رئیس‌جمهور این کشور بود.